# Holubí potok
Der Holubí potok, auch Dvorský potok (deutsch Golbichbach) ist ein linker Nebenfluss der Smědá (Wittig) in Tschechien. 

## Verlauf
Der Holubí potok entspringt nordöstlich von Filipka am Pass Oldřichovské sedlo (Hemmrich) im Isergebirge. Der Bach wird nach 300 Metern von der aus dem Hemmrichtunnel (Mníšecký tunel) kommenden Bahnstrecke Liberec–Zawidów überbrückt. Auf seinem zunächst nach Nordosten, später nach Norden führenden Oberlauf bildet der Holubí potok zwischen dem Stržový vrch (Grubberg, 704 m) und dem Srázy (Scharflehne) ein tiefes Tal. An dessen Ausgang wird der Bach beim Jägerhaus Na Hrázi (Dammjäger) im Šolcův rybník gestaut. Der Unterlauf des Holubí potok führt ins Isergebirgsvorland; westlich des Vápenný vrch (424 m) fließt der Bach an der Siedlung U Dvora (Meierhofhäuser) vorbei und wird nochmals von der Bahnstrecke Liberec–Zawidów überquert. Nach fünf Kilometern mündet der Holubí potok in Raspenava in die Smědá.
Linksseitig des Baches verläuft die Hemmrichstraße von Raspenava nach Oldřichov v Hájích. Die Bahnstrecke Liberec–Zawidów führt zwischen dem Mníšecký tunel und Na Hrázi rechts des Baches durch dessen Tal.

## Šolcův rybník
Der Šolcův rybník, auch Zrcadlový rybník, Šolcák, Na hrázi bzw. Rybník pod Poledníkem genannt, ist mit einer Fläche von sechs Hektar der größte Fischteich im Isergebirge. Er wurde als Fischteich des Meierhofes Raspenau angelegt. Nach dem Dreißigjährigen Krieg wurde er wahrscheinlich aufgelassen. Im Jahre 1962 stellten Forstarbeiter den durchbrochenen Damm wieder her, und stauten die mit Erlen und Birken bewachsene Teichstätte wieder an. In den Jahren 1996 bis 1997 ließ der Eigentümer, der Staatsforstbetrieb Lesy České republiky, den Teich mit Mitteln aus dem PRŘS-Programm sanieren, da der Damm unterspült war. Dazu wurde die Flußkrebspopulation mit einem Bestand von knapp 2000 Exemplaren sowie einige Exemplare der Teichmuschel vorübergehend in den nahegelegenen Teich Dvořák umgesiedelt. In Folge des Hochwassers von 1997, das den Damm überspülte, war die Wiederansiedlung der Krebse wenig erfolgreich. Zwischen 2008 und 2009 erfolgte eine Komplettrekonstruktion des Teiches. Der Teich dient als Fischereigewässer und wird auch zum Baden genutzt.